# Subdivisões de Salvador

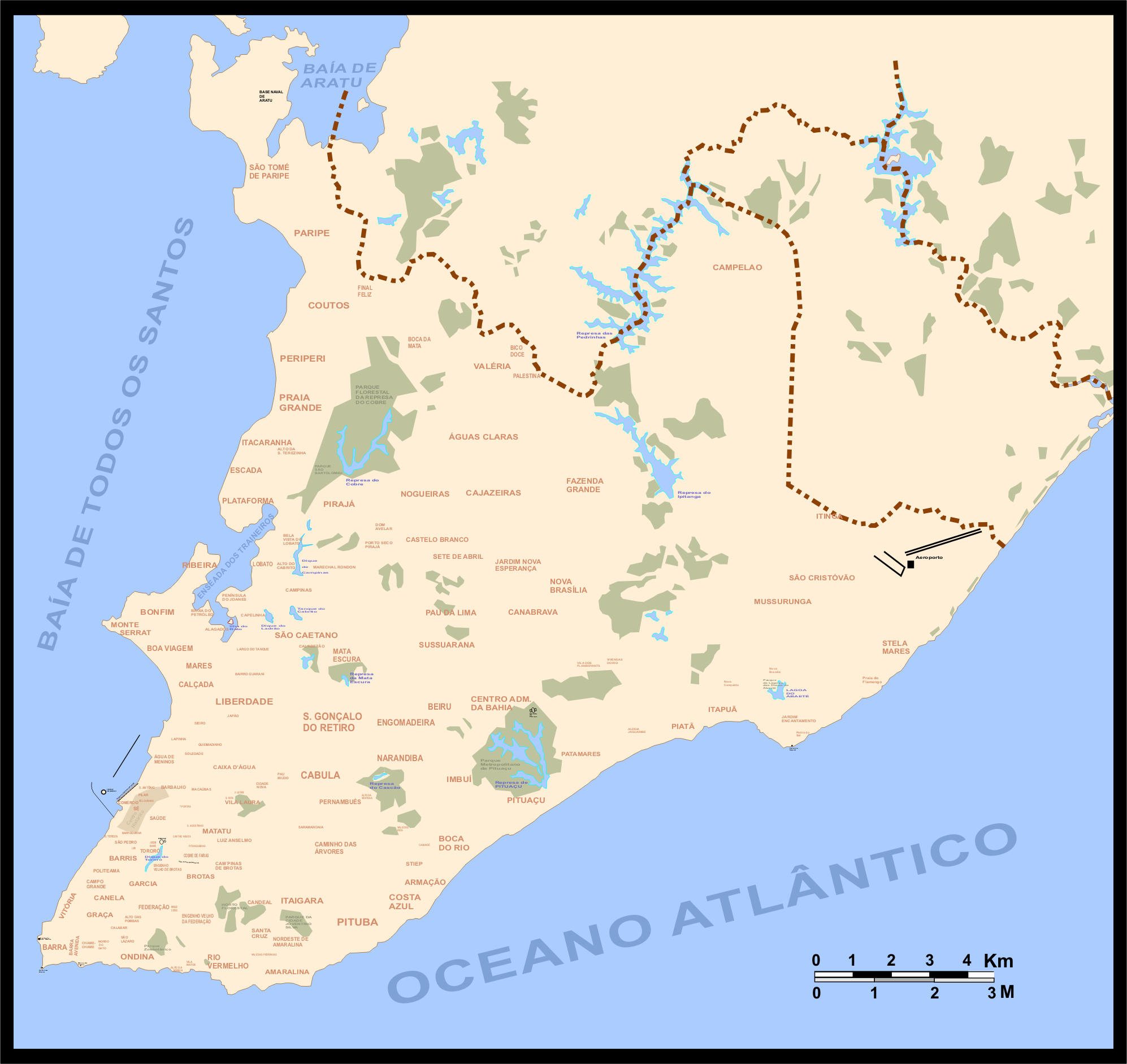
Mapa de Salvador, com principais bairros e localidades do território continental

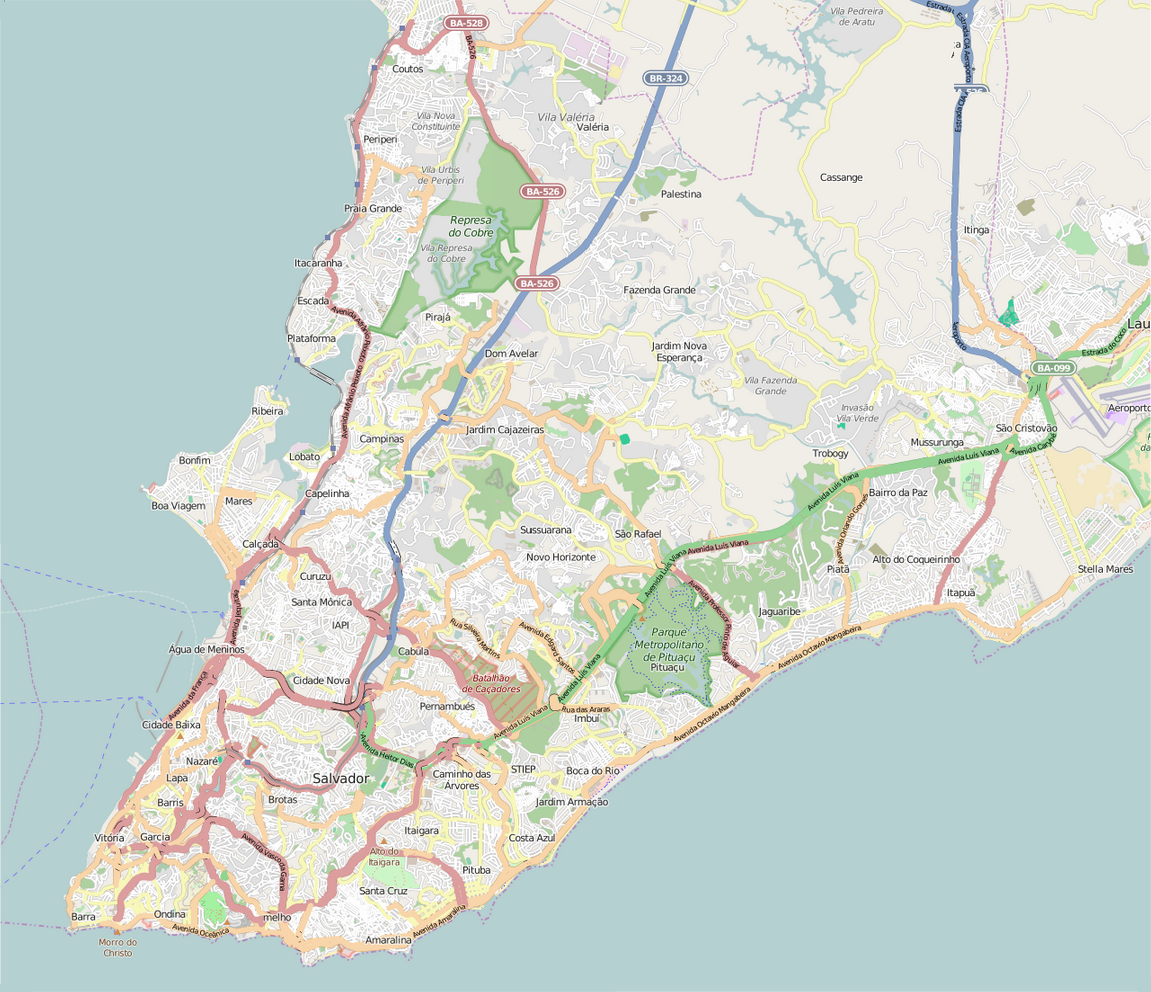
Mapa viário de Salvador, no qual identifica-se as vias expressas: Avenida Paralela em verde à direita e BR-324 em azul à esquerda

As subdivisões de Salvador são os bairros, como também outras repartições do território do município brasileiro de Salvador. Em lei de 2017, os bairros foram definidos a partir de critérios de identificação e delimitação a noção de identidade e de pertencimento e o reconhecimento do território.
Para além dos bairros definidos pelo poder público municipal, a repartição do território soteropolitano possui outros zoneamentos oriundos de variadas instituições. Tradicional e historicamente, Salvador é dividida em Cidade Alta e Cidade Baixa, com base na Falha Geológica de Salvador. Outra organização territorial mais recente, mas nem tanto precisa, divide o município em Miolo, Orla e Subúrbio, com base na separação espacial produzida pelas vias expressas existentes (BR-324 e Avenida Paralela). Esta divisão foi utilizada na licitação do Sistema de Transporte Coletivo por Ônibus de Salvador (STCO) em 2014, estabelecendo para cada um dos três consórcios vencedores uma bacia de atuação.

## Bairros
Os bairros de Salvador foram definidos e delimitados pela lei n.º 9 278, de 20 de setembro de 2017, com sete bairros acrescentados por decreto em 2020 e um por lei ordinária em 2024, totalizando 171 bairros no município. A legislação de 2017 atualizou a legislação territorial da década de 1960. Foram reconhecidos como territórios de Salvador, com mesmo tratamento de bairro, as ilhas de Bom Jesus dos Passos, de Maré e dos Frades. O histórico da legislação territorial de Salvador remonta ao período da fundação da cidade, quando, por determinação colonial de Portugal, se repartia não em bairros, mas em freguesias.

### Histórico
Em 1552, Salvador era uma única freguesia, chamada Sé ou Salvador. Nos anos seguintes foram criadas novas freguesias em decorrência do crescimento populacional e mantendo a influência religiosa nas denominações. Assim foram criadas a freguesia de Nossa Senhora da Vitória em 1561, Nossa Senhora da Conceição da Praia em 1623, do Santo Antônio Além do Carmo em 1646, São Pedro Velho em 1679, Santana do Sacramento em 1679, Santíssimo Sacramento da Rua do Passo em 1718, Nossa Senhora de Brotas em 1718, Santíssimo Sacramento do Pilar em 1720, Nossa Senhora da Penha em 1760.
Os bairros começaram a ser concebidos em 1911 com o estabelecimento de 11 distritos com outros 5 criados em 1931 e todos extintos pelo Decreto-Lei n.º 10.724/38 transformados em zonas de um único distrito (Salvador) em 1938. Em 1943, as zonas foram renomeadas para subdistritos pelo Decreto-Lei Estadual n.° 141/43.
A Lei n.° 502 de 12 de agosto de 1954 novamente reconfigurou o município estabelecendo 5 distritos (Salvador, Nossa Senhora das Candeias, Água Comprida, Ipitanga e Madre de Deus) e 20 subdistritos no distrito de Salvador, os quais foram somente modificados com limites definidos e subdivididos em bairros na legislação de 1960. Em 1960, a Lei Municipal n.º 1 038 de 1960 instituiu 32 bairros numa época em que Salvador possuía pouco mais de 650 mil habitantes.
A legislação de 2017 tem origem na proposta de divisão do estudo "O caminho das águas em Salvador", que previu em 160 bairros, a partir de um projeto de lei anunciado em 2013 em quantidade próxima. Nessa proposta estabeleceram-se dois bairros institucionais (CAB e Aeroporto) e procura-se o esclarecimento dos limites com Lauro de Freitas, incluindo parte da praia de Ipitanga em Stella Maris e tornando bairros as porções soteropolitanas de Areia Branca e Itinga. Tal proposta de 2013 foi inserida no Plano Diretor de Desenvolvimento Urbano do Município de Salvador (PDDU 2016), instituído pela Lei Municipal n.º 9 069 de 2016, apresentando a divisão do município em 163 bairros agrupados em 10 prefeituras-bairro no "Mapa 09: Prefeitura Bairro", anexo à legislação. Além dos 163 bairros, outros oito tornaram-se elegíveis a posteriormente serem reconhecidos como bairro: Alto do Cruzeiro, Chame-chame, Colinas de Periperi, Dois de Julho, Horto Florestal, Ilha Amarela, Mirantes de Periperi e Vista Alegre. No ano de 2020, um decreto municipal oficializou sete desses oito bairros (a exceção foi Alto do Cruzeiro), previstos no artigo sétimo da lei de 2017, totalizando 170 bairros oficias. Em 2024, foi criado o 171.º bairro, Aquarius, a partir de desmembramento da Pituba.

### Lista
Abaixo estão relacionados todos os 171 bairros estabelecidos conforme a divisão de 2024.

#### A
- Acupe
- Aeroporto
- Águas Claras
- Alto da Terezinha
- Alto das Pombas
- Alto do Cabrito
- Alto do Coqueirinho
- Amaralina
- Aquarius
- Areia Branca
- Arenoso
- Arraial do Retiro

#### B
- Bairro da Paz
- Baixa de Quintas
- Barbalho
- Barra
- Barreiras
- Barris
- Beiru/Tancredo Neves
- Boa Viagem
- Boa Vista de Brotas
- Boa Vista de São Caetano
- Boca da Mata
- Boca do Rio
- Bom Juá
- Bonfim
- Brotas

#### C
- Cabula
- Cabula VI
- Caixa D'Água
- Cajazeiras II
- Cajazeiras IV
- Cajazeiras V
- Cajazeiras VI
- Cajazeiras VII
- Cajazeiras VIII
- Cajazeiras X
- Cajazeiras XI
- Calabar
- Calabetão
- Calçada
- Caminho das Árvores
- Caminho de Areia
- Campinas de Pirajá
- Canabrava
- Candeal
- Canela
- Capelinha
- Cassange
- Castelo Branco
- Centro
- Centro Administrativo da Bahia
- Centro Histórico
- Chapada do Rio Vermelho
- Chame-Chame
- Cidade Nova
- Comércio
- Cosme de Farias
- Costa Azul
- Coutos
- Colinas de Periperi
- Curuzu

#### D
- Dom Avelar
- Dois de Julho
- Doron

#### E
- Engenho Velho da Federação
- Engenho Velho de Brotas
- Engomadeira

#### F
- Fazenda Coutos
- Fazenda Grande do Retiro
- Fazenda Grande I
- Fazenda Grande II
- Fazenda Grande III
- Fazenda Grande IV
- Federação

#### G
- Garcia
- Graça
- Granjas Rurais Presidente Vargas

#### H
- Horto Florestal

#### I
- IAPI
- Ilha de Bom Jesus dos Passos
- Ilha de Maré
- Ilha dos Frades
- Ilha Amarela
- Imbuí
- Itacaranha
- Itaigara
- Itapuã
- Itinga

#### J
- Jaguaripe I
- Jardim Armação
- Jardim Cajazeiras
- Jardim das Margaridas
- Jardim Nova Esperança
- Jardim Santo Inácio

#### L
- Lapinha
- Liberdade
- Lobato
- Luiz Anselmo

#### M
- Macaúbas
- Mangueira
- Marechal Rondon
- Mares
- Massaranduba
- Mata Escura
- Matatu
- Mirantes de Periperi
- Monte Serrat
- Moradas da Lagoa
- Mussurunga

#### N
- Narandiba
- Nazaré
- Nordeste de Amaralina
- Nova Brasília
- Nova Constituinte
- Nova Esperança
- Nova Sussuarana
- Novo Horizonte
- Novo Marotinho

#### O
- Ondina

#### P
- Palestina
- Paripe
- Patamares
- Pau da Lima
- Pau Miúdo
- Periperi
- Pernambués
- Pero Vaz
- Piatã
- Pirajá
- Pituaçu
- Pituba
- Plataforma
- Porto Seco Pirajá
- Praia Grande

#### R
- Resgate
- Retiro
- Ribeira
- Rio Sena
- Rio Vermelho
- Roma

#### S
- Saboeiro
- Santa Cruz
- Santa Luzia
- Santa Mônica
- Santo Agostinho
- Santo Antônio
- São Caetano
- São Cristóvão
- São Gonçalo
- São João do Cabrito
- São Marcos
- São Rafael
- São Tomé
- Saramandaia
- Saúde
- Sete de Abril
- Stella Maris
- STIEP
- Sussuarana

#### T
- Tororó
- Trobogy

#### U
- Uruguai

#### V
- Vale das Pedrinhas
- Vale dos Lagos
- Valéria
- Vila Canária
- Vila Laura
- Vila Ruy Barbosa/Jardim Cruzeiro
- Vitória
- Vista Alegre

## Macrozoneamento
Em termos mais macroscópicos e para efeitos de descentralização administrativa, o macrozoneamento em Salvador surgiu em 1987, com as Regiões Administrativas (RA) instituídas pelo Decreto Municipal n.º 7 791/87. Seguiram-se com as Administrações Regionais (AR), transformadas em Sistema Integrado de Gestão Administrativa (SIGA) na gestão do prefeito João Henrique e concebidas como prefeituras-bairro na gestão do prefeito ACM Neto. Os últimos planos diretores acompanharam ou promoveram esse zoneamento específico do município. O Plano Diretor de Desenvolvimento Urbano de 2007 trouxe a divisão em regiões administrativas (RA) a seguir:
- Região Centro, RA I
- Região Itapagipe, RA II
- Região São Caetano, RA III
- Região Liberdade, RA IV
- Região Brotas, RA V
- Região Barra, RA VI
- Região Rio Vermelho, RA VII
- Região Pituba/Costa Azul, RA VIII
- Região Boca do Rio/Patamares, RA IX
- Região Itapuã, RA X
- Região Cabula, RA XI
- Região Beiru/Tancredo Neves, RA XII
- Região Pau da Lima, RA XIII
- Região Cajazeiras, RA XIV
- Região Ipitanga, RA XV
- Região Valéria, RA XVI
- Região Subúrbios Ferroviários, RA XVII
- Região Ilhas, RA XVIII

Em 2014, tendo o "O caminho das águas em Salvador" como referência, houve redivisão e foram reduzidas em número e transformadas as regiões administrativas em prefeituras-bairro, as quais foram consolidadas no PDDU de 2016. São elas:
- Prefeitura-Bairro I, Centro/Brotas
- Prefeitura-Bairro II, Subúrbio/Ilhas
- Prefeitura-Bairro III, Cajazeiras
- Prefeitura-Bairro IV, Itapuã/Ipitanga
- Prefeitura-Bairro V, Cidade Baixa
- Prefeitura-Bairro VI, Barra/Pituba
- Prefeitura-Bairro VII, Liberdade/São Caetano
- Prefeitura-Bairro VIII, Cabula/Tancredo Neves
- Prefeitura-Bairro IX, Pau da Lima
- Prefeitura-Bairro X, Valéria